# Corticarina wittmeri
Corticarina wittmeri là một loài bọ cánh cứng trong họ Latridiidae. Loài này được Johnson miêu tả khoa học năm 1979.